# تیم ملی بسکتبال مردان جزیره نورفوک
تیم ملی بسکتبال جزیره نورفوک نماینده جزیره نورفوک در مسابقات بین‌المللی است.